# Oliver Strachey

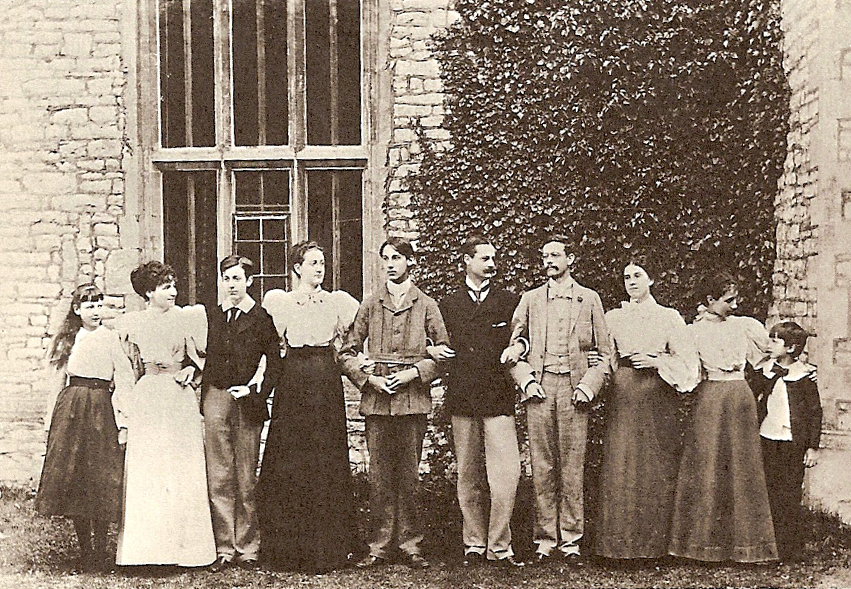
Los hijos e hijas de Sir Richard Strachey y Lady Strachey. Oliver es el quinto desde la izquierda.

Oliver Strachey Orden del Imperio Británico (3 de noviembre de 1874 - 14 de mayo de 1960), fue un funcionario público que trabajó en el Ministerio de Relaciones Exteriores y de la Mancomunidad de Naciones. Fue un criptógrafo desde la Primera Guerra Mundial hasta la Segunda Guerra Mundial.

## Vida y trabajo
Strachey fue uno de los hijos de Sir RIchard Strachey, administrador colonial y Jane Maria Strachey, escritora e impulsora del voto femenino, y uno de los hermanos del escritor Lytton Strachey, la escritora Dorothy Bussy y el psicoanalista y editor de The Standard Edition of the Complete Psychological Works of Sigmund Freud, James Strachey. Fue educado en el Eton College, asistió al Balliol College desde enero a marzo de 1893. Sus padres lo enviaron en un viaje alrededor del mundo con Robert Bridges. Entonces estudió piano en Viena con Theodor Leschetizki. Mientras estaba allí fue al funeral de Johannes Brahms en 1897. Sus ejecuciones tenían cierta calidad aunque no como para dar un concierto así que volvió a Inglaterra y se unió al Ministerio de Relaciones Exteriores y de la Mancomunidad de Naciones.
Su primera matrimonio, en 1900, con Ruby Julia Mayer produjo una hija, Julia Strachey y terminó en divorcio.
En 1911, se casó con Ray Strachey (1887-1940). Tuvieron dos hijas, Barbara Strachey (nacida en 1912) y Christopher Strachey (nacido en 1916). Christopher Strachey se convertiría más tarde en un pionero en el desarrollo de computadoras y lenguajes de computadoras. Barbara Strachey se convirtió en escritora.
Mientras trabajaba en Ministerio de Relaciones Exteriores y de la Mancomunidad de Naciones, se comprometió en trabajar en el East Indian Railway e investigación histórica. Fue coautor con su esposa Ray de un trabajo sobre Keigwin's Rebellion (1683–84), un episodio en la historia de Bombay; fue publicado en 1916.
En la Primera Guerra Mundial, fue parte de la Inteligencia Militar Británica MI1. Entre las dos guerras, estuvo en la Government Code and Cypher School del Government Communications Headquarters. En 1934, Strachey y Hugh Foss rompieron el cifrado de una máquina naval japonesa.

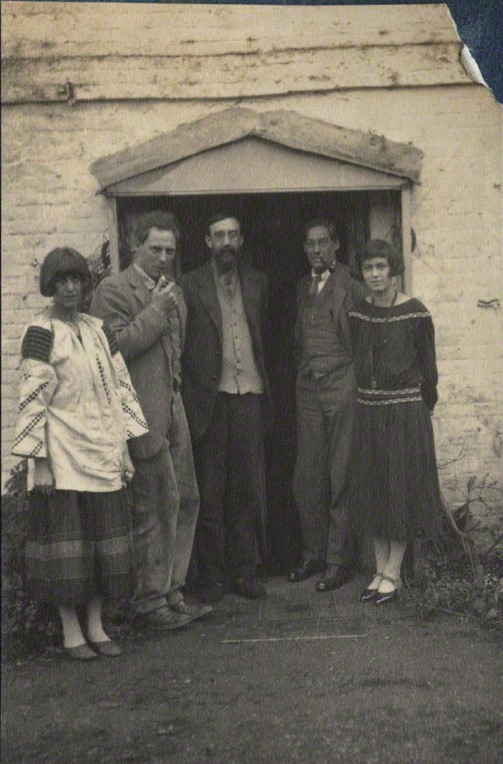
Dora Carrington, Ralph Partridge, Lytton y Oliver Strachey y Frances Partridge; foto de Ottoline Morrell, 1923

En la Segunda Guerra Mundial, estuvo en Bletchley Park. Encabezó la sección ISOS descifrando varios mensajes en la red Abwehr involucrados con agentes alemanes convertidos (parte del sistema Doble Cruz), emitiendo el primer descifrado el 14 de abril de 1940. Inicialmente con el nombre en clave Pear, los descifrados se conocieron como ISOS, viniendo de Ilicit Services (Oliver Strachey). Fue reemplazado como jefe de ISOS por Denys Page a principios de 1942.
En diciembre de 1941, Strachey fue a Ottawa, Canadá, donde fue jefe criptógrafo en la Examination Unit de la Communications Security Establishment. Este, ambiguamente llamado, departamento de cifrado top secret fue el equivalente de Bletchley Park. Su predecesor en la Examination Unit fue el notorio Herbert Yardley, quien en 1931 publicó una sensacional exposición de criptografía estadounidense y británica en la Primera Guerra Mundial, The American Black Chamber. El contracto de Yardley no fue renovado por presión de Washington. Strechey se negó a ir a Otta hasta que Yardley no hubiera abandonado la ciudad.
Strachey trajo consido de Inglaterra claves para los códigos diplomáticos franceses y japoneses de alto nivel, que iniciaron una estrecha cooperación con Washington y Londres.
Aunque el no hablara o leyera japonés, ayudó a romper la encriptación japonesa, la cual era muy compleja por usar variaciones de kanji, hiragana y romanización. Regresó a Bletchley Park en septiembre de 1942.
Sus recreaciones eran la música y las lecturas. Fue nombrado un comandante de la Orden del Imperio Británico (CBE) en 1943.

## Más lecturas
- Who Was Who, 1951–1960.
- Action this Day, edited by Michael Smith & Ralph Erskine (2001, Bantam London). ISBN 0-593-04910-1.
- A History of the Examination Unit 1941–1945, editado por G. deB. Robinson, la historia oficial escrita en 1945 está en Librería y Archivos Canada.
- "Crytptographic Innocence: The Origin of Signals Intelligence in Canada in the Second World War", de Wesley Wark, in Journal of Contemporary History, octubre de 1987.

- Datos: Q7087859
- Multimedia: Oliver Strachey / Q7087859